# Ukwa
Ukwa è una suddivisione dell'India, classificata come census town, di 7.108 abitanti, situata nel distretto di Balaghat, nello stato federato del Madhya Pradesh. In base al numero di abitanti la città rientra nella classe V (da 5.000 a 9.999 persone).

## Geografia fisica
La città è situata a 21° 58' 0 N e 80° 28' 0 E e ha un'altitudine di 607 m s.l.m..

## Società

### Evoluzione demografica
Al censimento del 2001 la popolazione di Ukwa assommava a 7.108 persone, delle quali 3.542 maschi e 3.566 femmine. I bambini di età inferiore o uguale ai sei anni assommavano a 1.008, dei quali 527 maschi e 481 femmine. Infine, coloro che erano in grado di saper almeno leggere e scrivere erano 5.088, dei quali 2.819 maschi e 2.269 femmine.